# Thanet

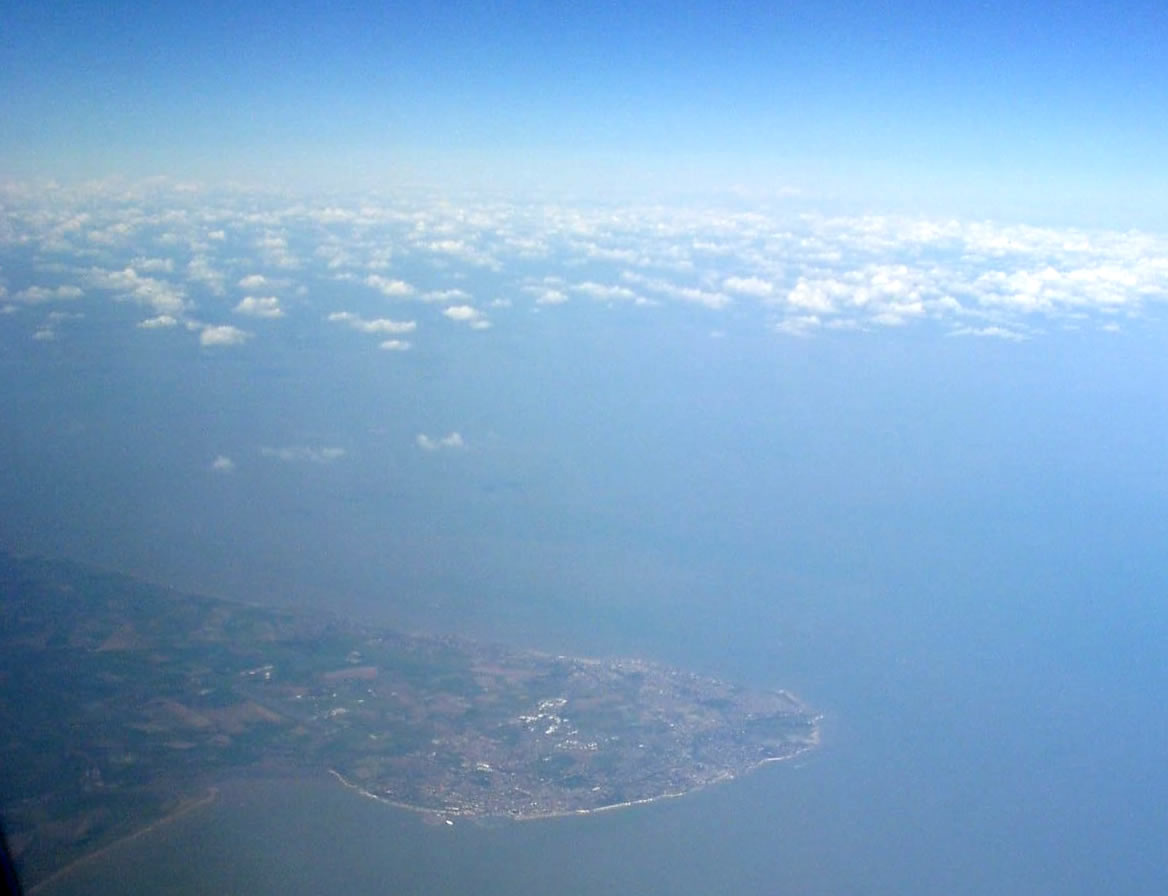
Poloostrov Thanet

Thanet (anglicky: Isle of Thanet) je nyní z hlediska pobřeží poloostrovem na severovýchodě hrabství Kent o velikosti 106 km². Je obklopen dvěma rameny řeky Stour, takže je vlastně velkým říčním ostrovem, ležícím v ústí řeky. Na pobřeží leží lázně Ramsgate, Margate a Broadstairs. Na severovýchodním útesu North Foreland stojí maják.